# Mastus subaii
Mastus subaii is een slakkensoort uit de familie van de Enidae. De wetenschappelijke naam van de soort is voor het eerst geldig gepubliceerd in 1995 door Maassen.